# Рабатакская надпись

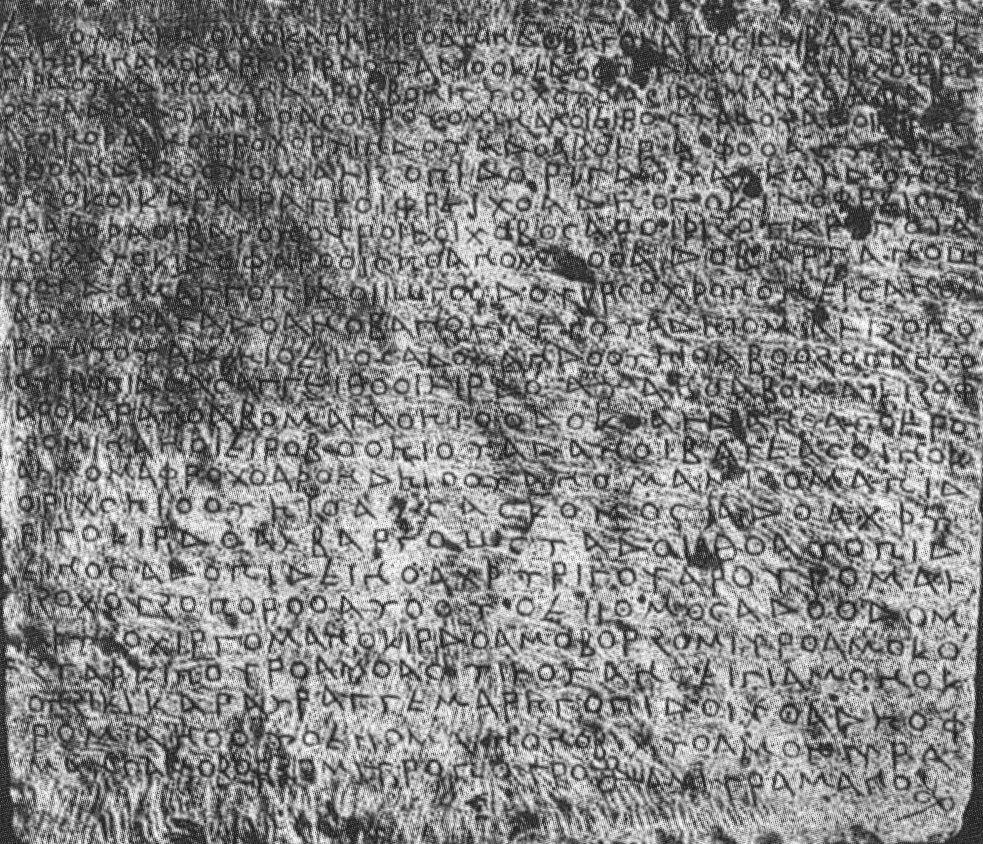
Рабатакская надпись

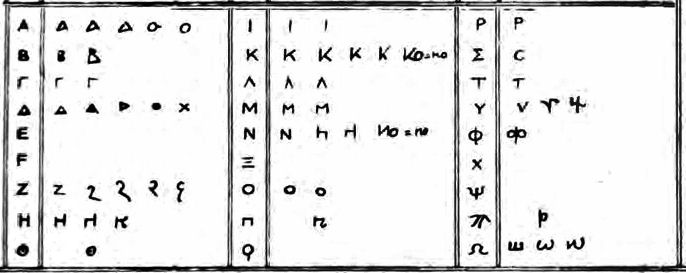
Вариации греческого алфавита (узкие столбцы) на кушанском письме (широкие столбцы)

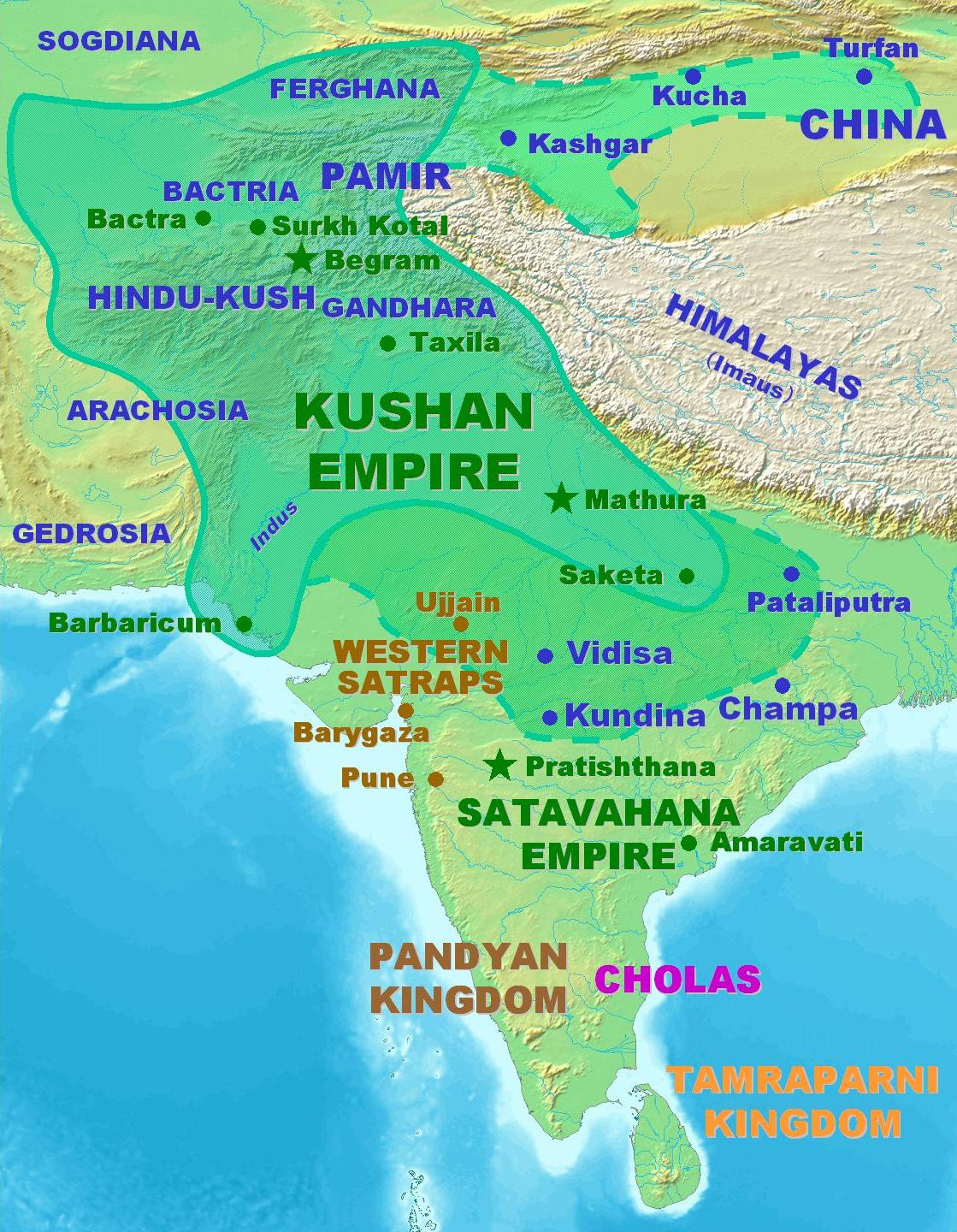
Территории кушанов под управлением Канишкой согласно Рабатакской надписи (для индийской части территории Канишки)

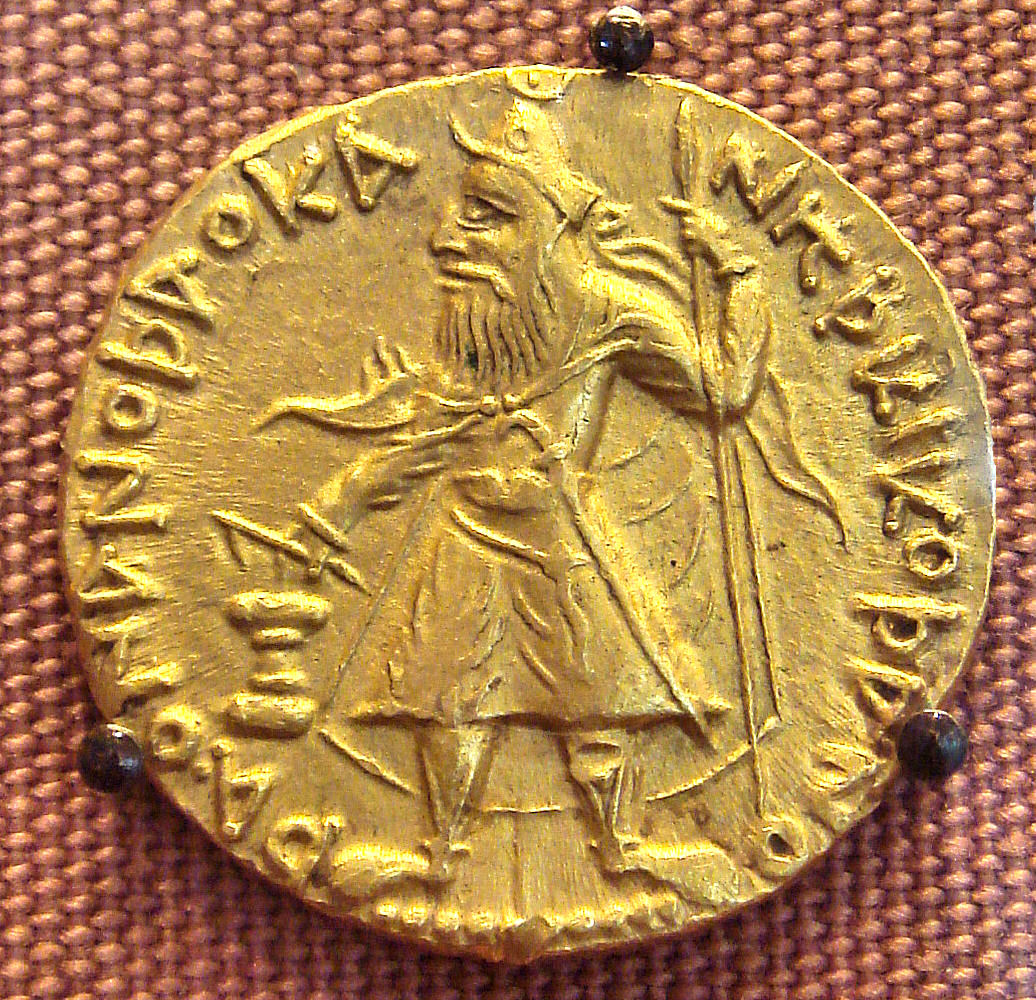
Канишка приказал вырезать Рабатакскую надпись

Рабатакская надпись — надпись на скале на бактрийском языке греческим алфавитом, найденная в 1993 году при раскопках в афганском посёлке Рабатак, недалеко от известного археологического памятника Сурхкоталь. Надпись связана с правлением кушанского царя Канишки и освещает также его генеалогию. Хранится в Кабульском музее.
В первой строке надписи о Канишке описывается правление Канишки как эпоха безопасности, справедливости и законности и объявляется, что все боги довольны его правлением. Вторая строчка сообщает, что он выпустил эдикт на греческом и на арийском («αρια») языках.
Строки с четвёртой по седьмую перечисляют города, которые он покорил, в частности: Сакета, Каусамби, Паталипутра, и Шри-Чампа (совр. Джанджгир-Чампа), хотя из текста не ясно, попала ли Шри-Чампа во владения Канишки.
Потом приводится список царей: Куджула Кадфиз, великий прадед, Вима Такто, его дед, Вима Кадфиз, его отец, и сам Канишка.

## Текст надписи
«(1) … Великий спаситель, Канишка Кушан, Праведный, Справедливый, Автократор, Бог,

(2) достойный поклонения, получивший царство от Наны и всех богов, *положивший *начало первому году

(3) так, как это нравилось богам. И он *издал *эдикт (по-)гречески, (и) затем переложил его на арийский язык.

(4) В первый год было провозглашено в Индии, во *всем царстве *кшатриев, что (в том, что)

(5) к ним (относилось) — В том числе (город) …, (город) Сакета, и (город) Каусамби, и (город) Паталипутра, и до (города) Сри-

(6) Чампа, — каковы (бы не были их) правители и прочая *знать, он (их) подчинил (своей) воле, и подчинил всю

(7) Индию (своей) воле. Затем царь Канишка приказал Шафару каралрангу

(8) *в этом … создать святилище под названием Б … аб, на *равнине Ка … для этих

(9) богов, из которых здесь … *славная Умма занимает первое место: *богиня Нана и *богиня

(10) Умма, Аурмузд, (бог) Благотворящий, Срошард, Нараса, (и) Михр. И *также он

(11) приказал изготовить изображения этих богов, (имена которых) написаны выше, и

(12) он приказал сделать (изображения) этих царей: царя Куджулы Кадфиза, (его)

(13) прадеда; и царя Вимы Такту, (его) деда; и царя Вимы Кадфиза,

(14) (его) отца; и *также себя самого, царя Канишки. Затем, как царь царей, девапутра

(15) … приказал это сделать, (и) Шафар каралранг создал это святилище.

(16) [Затем … ] каралранг, и Шафар каралранг, и Нукунзук [установили] культ

(17) [в соответствии с] приказом (царя). (А что касается) *этих богов, (имена которых) написаны выше, — пусть помогут они [сохранить]

(18) царя царей, Канишку Кушана, навечно в добром здравии, *невредимого (и) победоносного.

(19) И [когда] девапутра, *владыка всей Индии с первого года до *тысячного,

(20) *основал святилище в первый год, тогда *также в … год …

(21) … по приказу царя … (и) было также дано … , (и) было также дано … , (и) также …

(22) … царь дал *основание для богов, и …

(23) …»